# 沟岸希蛛
沟岸希蛛（学名：Achaearanea riparia）为球蛛科希蛛属的动物。分布于日本、俄罗斯、欧洲以及中国大陆的辽宁、北京等地，常栖息于草丛中、石下及墙的基部以及或做钟形巢。